# Valdemar Bøggild
Valdemar Jensen Bøggild (Ringe, 30 settembre 1893 – Ringe, 2 luglio 1943) è stato un ginnasta danese.

## Palmarès

### Olimpiadi
- 1 medaglia:
  - 1 argento (Stoccolma 1912 nel concorso svedese a squadre)